# 喬許·辛格
喬許·辛格（英語：Josh Singer，1972年—）是一名美国影视编剧和监制，电视作品有《白宫群英》、《法律与秩序：特殊受害者》、《别对我撒谎》和《危机边缘》。2006年获得一项美国编剧工会奖提名，他联合编剧的2015年电影《聚焦》赢得第88届奥斯卡最佳原创剧本奖。

## 个人生平
他生于费城的一个犹太人家庭。
他取得耶鲁大学数学与经济学的拉丁文学位荣誉，以及哈佛法学院的法学博士和哈佛商学院的MBA。
2012年他与美国小说家勞拉·戴夫结婚，他们居住在洛杉矶。

## 作品列表

### 電影
- 《危機解密》（2013，編劇）[3]
- 《驚爆焦點》（2015，聯合編劇）[4][5]
- 《郵報：密戰》（2017，聯合編劇）
- 《登月先鋒》（2018，編劇）

### 電視劇
- 《白宮風雲》（2004-2006，剪輯師和聯合編劇）
- 《法網遊龍：特案組》（2007-2008，監製）
- 《謊言終結者》（2009，製片主管）
- 《危機邊緣》（2009-2010，製片主管）
- 《危機邊緣》（2010-2011，聯合執行製片人）